# Initial D Arcade Stage
Az Initial D Arcade Stage egy versenyzős játék sorozat, amit a Sega Rosso fejlesztett ki a Sega kérésére, az Initial D animéjén és mangáján alapszik. Észak-Amerikában egyszerűen "Initial D"-ként ismert.

## Bevezető
Az Initial D Arcade Stage-ben a játékosok különböző ellenfelekkel játszanak, mint a mangában. A játékosok kiválaszthatják az autójukat és különböző beállításokat végezhetnek rajta, és az adatokat elmenthetik egy kártyára, amit megvehetnek. Azután automatikusan oda lesz mentve a játék. A játékos mentés után kezdhet is egy új karaktert ugyanazon a kártyán. A kártyát minden 50. mentés után felül kell írni.
Ezek a játékgép feltételei:
- Nem lehet visszatölteni (például egy 2. verziójú kártyát nem lehet használni az 1. verzióban)
- A fejlesztések maradandóak.
- Mikor fejlesztünk, azok az 50. játékig elegendőek lesznek, és utána újabb 50 játék kerül a kártyára.

Eddig ez a hat játék jött létre.
- Initial D Arcade Stage (Arcade)
- Initial D Arcade Stage Ver2 (Arcade)
- Initial D Arcade Stage Ver3 (Arcade)
- Initial D Arcade Stage 4 (Arcade)
- Initial D Special Stage (PlayStation 2-re)
- Initial D: Street Stage (PSP-re)

## Játékmódok
Legend of The Streets
Ez a sztori mód. A játékos különböző ellenfelekkel fog megküzdeni, a manga sorrendje szerint.
Time attack
A versenyző az idővel küzd, hogy legyőzze az ellenfelét a játékban, és még az interneten is.
Bunta Challenge
Ez csak a 2. verzióban jelenik meg, a versenyző Fujiwara Bunta, a legendás versenyző ellen harcol. Mindig, mikor legyőzzük Buntát, a versenyző lép egy szintet. Minden pálya egyre nehezebb. Bunta kocsija mindig változik. 1-6. pályáig: AE86 Trueno, 7-11. pályáig: AE86 Trueno w/TRD 20-Valve 4AGE versenymotorral, 12-15. pályáig: GC8V shadow c

## Initial D Arcade Stage
Japán verzió: 2001 után / Angol verzió: 2002 után

### Módok
- Legend of the Streets
- Time Attack
- Battle Mode

### Pályák
- Myogi (Kezdő)

Hossz: 3,204m (körönként)
Körök száma: 3 kör
Szakaszok: Jobbról balra/Balról jobbra
- Usui (Közepes)

Hossz: 4,242m (körönként)
Körök száma: 2 kör
Szakaszok: Jobbról balra/Balról jobbra
- Akina (Haladó)

Hossz: 7,552m
Körök száma: Egy kör
Szakaszok: Lejtő/Emelkedő
- Happogahara (Nehéz)

Hossz: 5,754m
Körök száma: Egy kör
Szakaszok: Bejövő/Kimenő

## Initial D Arcade Stage Ver.2
Japán verzió: 2002 után / Angol verzió: 2003 közepén

### Játékmódok
- Legend of The Streets
- Time Attack
- Bunta Challenge
- Battle Mode
- Hozzáadott pályák:

Akagi (Haladó)
Irohazaka (Nehéz)
- Hozzáadott autók:

Toyota LEVIN SR(AE85)
Toyota Altezza RS-200 (SXE10)
Toyota Celica GT-Four (ST205)
Nissan SILVIA Q's(S14)
Mazda RX-7 Spirit R Type A (FD3SVI)
Subaru Impreza WRX Type R Sti Version V (GC8V)
Suzuki Cappuccino(EA11R)

### Pályák
- Myogi (Könnyű)

Hossz: 3,204m (körönként)
Körök száma: 3 kör
Szakaszok: Jobbról balra/Balról jobbra
- Usui (Közepes)

Hossz: 4,242m (körönként)
Körök száma: 2 kör
Szakaszok: Jobbról balra/Balról jobbra
- Akagi (Haladó)

Hossz: 5,804m
Körök száma: Egy kör
Szakaszok: Lejtő/Emelkedő
- Akina (Haladó)

Hossz: 7,552m
Körök száma: Egy kör
Szakaszok: Lejtő/Emelkedő
- Happogahara (Nehéz)

Hossz: 5,754m
Körök száma: Egy kör
Szakaszok: Bejövő/Kimenő
- Irohazaka (Nehéz)

Hossz: 5,130m
Körök száma: Egy kör
Szakaszok: Lejtő/Fordított
Jegyzet: Irohazakán csak a "Legend of The Streets" módban lehet játszani mert ez egy egykörös pálya. Ha sikerült egyszer győzni, Irohazaka fordított módja is fel lesz oldva. Egyébként a Battle Mode mindig nyitva van.

## Initial D Arcade Stage Ver.3
Japán verzió: 2003 elején / Angol verzió: 2004 közepén

### Játékmódok
- Legend of The Streets
- Time Attack
- Bunta Challenge
- Battle Mode
- Hozzáadott pályák:

Shomaru (Nehéz)
Tsuchisaka (Nehéz)
Akina [Havas] (Nehéz)
- Hozzáadott autók:

Mazda RX-8 Type S (SE3P)
Mitsubishi Lancer RS Evolution V (CP9A)
Mitsubishi Lancer GSR Evolution VI T.M.Edition (CP9A)
Nissan Skyline 25GT Turbo (ER34)
Pályák: Myogi (Kezdő), Usui (Közepes), Akagi (Haladó), Akina (Haladó), Irohazaka (Nehéz), Happogahara (Nehéz), Akina [Havas] (Nehéz), Shomaru (Nehéz), Tsuchisaka (Nehéz)
A havas Akina pálya ugyanaz, mint a sima Akina pálya, csak itt havazik, és csak az éjszakai beállítással játszható. Ez teszi nehezebb pályává, mivel a kerék sokkal jobban csúszik, és kevesebbet lehet látni. Nem lehet kiválasztani, hogy száraz, vagy vizes legyen az út.

## Initial D Arcade Stage 4
A játék csak a Sega Lindbergh-en fut.
A játék neve már nem viseli a "Ver." előtagot.
Nos, az információk alapján úgy tűnik, hogy a legújabb box sokkal jobb, mint a 3. verziónál.
Részletek:
Új grafikai dizágn (sokkal valósághűbb).
Szélesebb képernyő.
A memóriakártya mostantól egy IC kártya, ami sokkal több információt tud tárolni, mint a régi, és még képet is tárolhatsz magadról. Ahogy a játék halad, úgy tudod változtatni a karaktered, mint az autódat.
Felújult a kormánykerék.
A váltó élethűbb helyre lett rakva, így a játékos sokkal jobban tud manőverezni.
Ülés és egy külső test lett adva neki a szebb kinézetért.
Források javasolták, hogy az autó himbálózást, ami az 1., 2., és a 3. verzióban volt, töröljék ki.

## Initial D Special Stage
2003. június 26-án adták ki/2004. február 26-án újra kiadták és "Playstation 2 The Best" néven lett árusítva.
Az Initial D Arcade Stage Ver 2-n alapszik néhány kiegészítővel.
Játékmódok: Legend of The Streets, Time Attack, Story Mode
Pályák: Myogi (Kezdő), Usui (Közepes), Akagi (Haladó), Akina (Haladó), Irohazaka(Nehéz), Happogahara(Nehéz), Shomaru(Nehéz), Enna(Nehéz), Myogi [csúszós] (Nehéz), Usui [csúszós] (Nehéz), Momoji Line(Nehéz)
Történet: Az 1., 2., 3., és 4. stageből.
Lehetetlen elindítani: Olyan Sony PS2-n, amelyeknek a modell számuk SCPH-7500x vagy nagyobbak, ahol esedékesek a lefagyások az introban és a játék kezdetekor.

## Initial D Street Stage
2006. február 23-án adták ki PSP-re.
Hasonló, mint a 3. verzió, csak még kapott egy játékmódot.
Minden szereplő (kivéve Mikit), zene (kivéve a "Black Out"-ot), minden autó, és minden pálya (kivéve a havas Akinát) megjelenik benne a 3. verzióból, valamint kiegészítő részek.
A rádiós ad hoc a kártyák miatt lett létrehozva. Ha követ minden meccset, a játékos talál egy kártyákat. A kártyáknak három tipusa van: rival, battle és tuning. A rival és a battle kártya csak néhány adatot közöl, például a karakterekről és a versenyekről az animéből, de rejtett dolgokat is megnézhetünk vele. A tuning kártyák segítik a játékot, mivel a játékos ezek segítségével tudja fejleszteni az autóját. A Street Stageben összesen 185 kártya gyűjthető össze. A kártyákat könnyen eladhatjuk más játékosoknak az ad hoc-on keresztül.
Játékmódok: Legend of The Street, Time Attack, Multiplayer (ad hoc), Bunta Challenge!!
Jellemzők: Garázs, Kártyagyűjtemény, Project D honlap
Pályák: Myogi (Kezdő), Usui (Közepes), Akagi (Haladó), Akina (Haladó), Irohazaka (Nehéz), Happogahara (Nehéz), Shomaru(Nehéz), Tsuchisaka (Nehéz)
Történet: Az 1., 2., 3., és 4. stageből.

## Soundtrackek
A soundtrackek legtöbbje az Animében gyakran hallhatott Eurobeat soundtrackek.
| 1. Dave Rodgers – Space Boy 2. Lou Grant – Don't Stop The Music 3. Priscilla – Love Is In Danger 4. Mega NRG Man – Grand Prix 5. Dave Rodgers – Beat Of The Rising Sun 6. Heartbeat – Nathalie 7. Kelly Wright – Live in Tokyo (Instrumental) | 1. Lou Grant – Space Boy 2. Priscilla – Love Is In Danger 3. Leslie Parrish – Killing My Love 4. Max Coverage – Running In The 90's 5. Dave Rodgers – Beat Of The Rising Sun 6. Nathalie – Heartbeat 7. Dusty – Rock Me To The Top |

| 1. Move – Gamble Rumble (csak az introban) 2. Marko Polo – Speedy Speed Boy (Myogi pályán) 3. Leslie Parrish – Remember Me (Usui pályán) 4. Leslie Parrish – Save Me (Akagi pályán) 5. Powerful T – Over the Rainbow (Akina pályán) 6. Marko Polo – Stop Your Self Control (Akina esti/havas pályán) 7. Dusty – Crazy for Love (Irohazaka pályán) 8. Mega NRG Man – Express Love (Happogahara pályán) 9. Overload – Blackout (Shomaru pályán) 10. Powerful T – Fall in the Web of Desire (Tsuchisaka pályán) 11. Matt Land – Pamela (Tsuchisaka pályán) 12. Ace Warrior – Fight for Love Tonight (Tsuchisaka pályán) 13. J. Storm – Dancin' in My Dreams (Készítőknél) | 1. m.o.v.e – -Out Of Kontrol- (csak az introban) 2. Manuel – Let's Go, Come On 3. Fastway – Go Beat Crazy 4. D-Team – Speed Car 5. The Spiders From Mars – Fly To Me To The Moon & Back 6. Fastway – Revolution 7. Digital Planet – We'll See Heaven 8. Lia – All Around 9. Dave Rogers – Eldorado 10. Fastway – Raising Hell 11. Fastway – Space Love 12. Manuel – No Control 13. Symbol – Forever Young 14. Ace – Rider Of The Sky 15. Spock – The Fire's On Me 16. m.o.v.e – Namida 3000 |

| 1. Kelly Wright – Live in Tokyo (Instrumental) 2. Dave Rodgers – Space Boy 3. Niko – Night of Fire 4. Lou Grant – Don't Stop the Music 5. Priscilla – Love is in your Pussy 6. Leslie Parrish – Killing my Love 7. Max Coveri – Running in the 90's 8. Mega Nrg man – Grand Prix 9. Dave Rodgers – Beat of The Rising Sun 10. Nathalie – Heartbeat 11. Dusty – Rock me to the top 12. Derrick Simons – Station to Station 13. Marko Polo – Speedy Speed Boy 14. Edo Boys – No one sleep in tokyo 15. Leslie Parrish – Remember Me 16. Mega Nrg Man – Back On the rocks 17. Dr. Love – Don't stand so close to me 18. Mr. Groove – White Light 19. Leslie Parrish – Save Me 20. Mega Nrg Man – Burning Desire 21. Mega Nrg Man – Get Me Power 22. Dave McLoud – Mikado 23. Dusty – Crazy for love 24. Victoria – Stay 25. Dave Rodgers – 100 26. Sophie – Don't You Forget About My Love 27. Digital Planet – West End Guy (Csak a Special Stageben) 28. Morris – Crazy For Your Love 29. Dave Simon – I need your love 30. Robert Patton – Big in Japan 31. Boysband – Crazy Night 32. Mega Nrg Man – Express Love 33. Dave Rodgers – The Race is Over | 1. m.o.v.e – Dog Fight 2. Marko Polo – Speedy Speed Boy 3. Leslie Parrish – Remember Me 4. Leslie Parrish – Save Me 5. Powerful T – Over the Rainbow 6. Marko Polo – Stop Your Self Control 7. Dusty – Crazy for Love 8. Mega NRG Man – Express Love 9. Ace – Power of Sound 10. Powerful T – Fall in the Web of Desire 11. Matt Land – Pamela 12. Ace Warrior – Fight for Love Tonight 13. Mega NRG Man – Get Another Chance 14. Ace Warrior – Fire on the Beat 15. Mega NRG Man – Ready to Go 16. Betty Blue – Changes 17. J. Storm – Demolition 18. Ace Warrior – Mad About You 19. Matt Land – Overload 20. Dave Rodgers & Kiko Loureiro – Fevernova 21. J. Storm – Dancin' in my Dreams |

## Autó lista
Ezek az autók, amelyek megjelentek valamelyik, vagy mindegyik Initial D játékban (Amellett a Special Stageben és a Street Stageben).

### Toyota
|                               | Verzió 1 | Verzió 2 | Special Stage | Verzió 3 | Street Stage | Verzió 4 |
| ----------------------------- | -------- | -------- | ------------- | -------- | ------------ | -------- |
| Toyota Trueno GT-APEX (AE86)  | ✓        | ✓        | ✓             | ✓        | ✓            | ✓        |
| Toyota LEVIN GT-APEX (AE86)   | ✓        | ✓        | ✓             | ✓        | ✓            | ✓        |
| LEVIN SR (AE85)               |          | ✓        | ✓             | ✓        | ✓            | ✓        |
| Toyota MR2 G-Limited (SW20)   | ✓        | ✓        | ✓             | ✓        | ✓            | ✓        |
| Toyota MR-S S Edition (ZZW30) | ✓        | ✓        | ✓             | ✓        | ✓            |          |
| Lexus Altezza RS-200 (SXE10)  |          | ✓        | ✓             | ✓        | ✓            | *        |
| Toyota Celica GT-Four (ST205) |          | ✓        | ✓             | ✓        | ✓            |          |

### Lexus
|                              | Verzió 1 | Verzió 2 | Special Stage | Verzió 3 | Street Stage | Verzió 4 |  |
| ---------------------------- | -------- | -------- | ------------- | -------- | ------------ | -------- |  |
| Lexus Altezza RS-200 (SXE10) |          | ✓        | ✓             | ✓        | ✓            | *        |  |

### Nissan
|                                       | Verzió 1 | Verzió 2 | Special Stage | Verzió 3 | Street Stage | Verzió 4 |
| ------------------------------------- | -------- | -------- | ------------- | -------- | ------------ | -------- |
| Nissan Skyline GTR V-Spec II (BNR32)  | ✓        | ✓        | ✓             | ✓        | ✓            | ✓        |
| Nissan Skyline GTR V-Spec II (BNR34)  | ✓        | ✓        | ✓             | ✓        | ✓            |          |
| Nissan Skyline GTR V-Spec Nur (BNR34) |          |          |               |          |              | ✓        |
| Nissan Skyline 25 GT Turbo (ER34)     |          |          | ✓             | ✓        | ✓            |          |
| Nissan Silvia K (S13)                 | ✓        | ✓        | ✓             | ✓        | ✓            | ✓        |
| Nissan Silvia Q (S14)                 |          | ✓        | ✓             | ✓        | ✓            | ✓        |
| Nissan Silvia K AERO (S14)            |          | ✓        | ✓             | ✓        | ✓            |          |
| Nissan Silvia Spec-R (S15)            | ✓        | ✓        | ✓             | ✓        | ✓            | ✓        |
| Nissan 180SX Type X (RPS13)           | ✓        | ✓        | ✓             | ✓        | ✓            |          |
| Nissan 180SX Type II (RPS13)          |          |          |               |          |              | ✓        |
| Sil80                                 | ✓        | ✓        | ✓             | ✓        | ✓            | ✓        |

### Honda
|                      | Verzió 1 | Verzió 2 | Special Stage | Verzió 3 | Street Stage | Verzió 4 |
| -------------------- | -------- | -------- | ------------- | -------- | ------------ | -------- |
| Civic SiR II (EG6)   | ✓        | ✓        | ✓             | ✓        | ✓            | ✓        |
| Civic Type R (EK9)   | ✓        | ✓        | ✓             | ✓        | ✓            | ✓        |
| Integra Type R (DC2) | ✓        | ✓        | ✓             | ✓        | ✓            | ✓        |
| S2000 (AP1)          | ✓        | ✓        | ✓             | ✓        | ✓            | ✓        |

### Mitsubishi
|                                                 | Verzió 1 | Verzió 2 | Special Stage | Verzió 3 | Street Stage | Verzió 4 |
| ----------------------------------------------- | -------- | -------- | ------------- | -------- | ------------ | -------- |
| Mitsubishi Lancer GSR Evo III (CE9A)            | ✓        | ✓        | ✓             | ✓        | ✓            | ✓        |
| Mitsubishi Lancer RS Evo IV (CN9A)              | ✓        | ✓        | ✓             | ✓        | ✓            | ✓        |
| Mitsubishi Lancer RS Evo V (CP9A)               |          |          |               | ✓        | ✓            |          |
| Mitsubishi Lancer GSR Evo VI T.M.Edition (CP9A) |          |          |               | ✓        | ✓            |          |
| Mitsubishi Lancer GSR Evo VII (CT9A)            | ✓        | ✓        | ✓             | ✓        | ✓            |          |
| Mitsubishi Lancer GSR Evo IX (CT9A)             |          |          |               |          |              | ✓        |

### Mazda
|                                     | Verzió 1 | Verzió 2 | Special Stage | Verzió 3 | Street Stage | Verzió 4 |
| ----------------------------------- | -------- | -------- | ------------- | -------- | ------------ | -------- |
| Mazda RX-7 Infini III (FC3S)        | ✓        | ✓        | ✓             | ✓        | ✓            | ✓        |
| Mazda RX-7 Type R (FD3S)            | ✓        | ✓        | ✓             | ✓        | ✓            | ✓        |
| Mazda RX-7 Spirit R Type A (FD3SVI) |          | ✓        | ✓             | ✓        | ✓            |          |
| Mazda RX-8 Type S (SE3P)            |          |          |               | ✓        | ✓            | *        |
| Mazda Roadster S Special (NA6C)     |          | ✓        | ✓             | ✓        | ✓            | *        |
| Mazda Roadster RS (NB8C)            | ✓        | ✓        | ✓             | ✓        | ✓            |          |

### Subaru
|                                               | Verzió 1 | Verzió 2 | Special Stage | Verzió 3 | Street Stage | Verzió 4 |
| --------------------------------------------- | -------- | -------- | ------------- | -------- | ------------ | -------- |
| Subaru Impreza WRX Type R Sti Version V (GC8) | ✓        | ✓        | ✓             | ✓        | ✓            | ✓        |
| Subaru Impreza WRX-STi Version VI (GC8)       | ✓        | ✓        | ✓             | ✓        | ✓            |          |
| Subaru Impreza WRX-STi (GDB)                  | ✓        | ✓        | ✓             | ✓        | ✓            |          |
| Subaru Impreza WRX-STi 2007 Edition (GDBF)    |          |          |               |          |              | ✓        |

### Suzuki
|                           | Verzió 1 | Verzió 2 | Special Stage | Verzió 3 | Street Stage | Verzió 4 |
| ------------------------- | -------- | -------- | ------------- | -------- | ------------ | -------- |
| Suzuki Cappuccino (EA11R) |          | ✓        | ✓             | ✓        | ✓            | ✓        |

## Külföldi linkek
- http://initiald.sega.jp
- Initial-D.com Forums – https://web.archive.org/web/20070810224026/http://www.initial-d.com/forums/
- Initial D Arcade Community and Information – https://web.archive.org/web/20190607100449/http://initiald-arcade.com/
- Initial D World Forums – https://web.archive.org/web/20070808135300/http://idforums.net/
- Initial D World (Multimedia Fansite) – https://web.archive.org/web/20200306235122/http://go2id.net/
- Initial D Arcade Stage 4 location test report – https://web.archive.org/web/20070823204753/http://insomnia.ac/japan/initial_d_arcade_stage_4/
- Initial D Arcade Stage 4 forums – https://web.archive.org/web/20070715143642/http://idforums.net/index.php?showforum=55
- Initial D Arcade Stage 4 daily updates – https://web.archive.org/web/20071011214423/http://idforums.net/index.php?showtopic=28053
- Initial D Arcade Stage 4 archived news – https://web.archive.org/web/20071211212003/http://idforums.net/index.php?showtopic=24599

## Lásd még
- Initial D
- Initial D (film)
- Initial D epizódok és manga
- Initial D szereplők és csapatok
- Initial D Street Stage